# Lost (theater)
LOST (Landelijke Organisatie Studenten Theater) is een koepelvereniging voor studententheaterverenigingen in Nederland. Het focust hierbij op samenwerking tussen de aangesloten verenigingen en organiseert enkele activiteiten, zoals een besturendag, de nationale theaterdagen, en de LOST awards.
Verenigingen aangesloten bij LOST zijn:
- STA! uit Amsterdam
- BST De Derde Akte uit Breda
- Virgiel theater uit Delft
- E.S.T.V. Doppio uit Eindhoven
- NEST uit Enschede
- Groninger Studenten Toneel uit Groningen
- Alles Is Drama uit Maastricht
- Op Hoop Van Zegen uit Nijmegen
- Augustijns Theater uit Leiden
- Cuculum uit Leiden
- RISK uit Rotterdam
- STUK uit Utrecht
- W.S.T.V. Pierrot et Colombine uit Wageningen

Tevens beheert LOST de voormalige vereniging De Koffer uit Tilburg.